# 落下傘連隊 (イギリス陸軍)

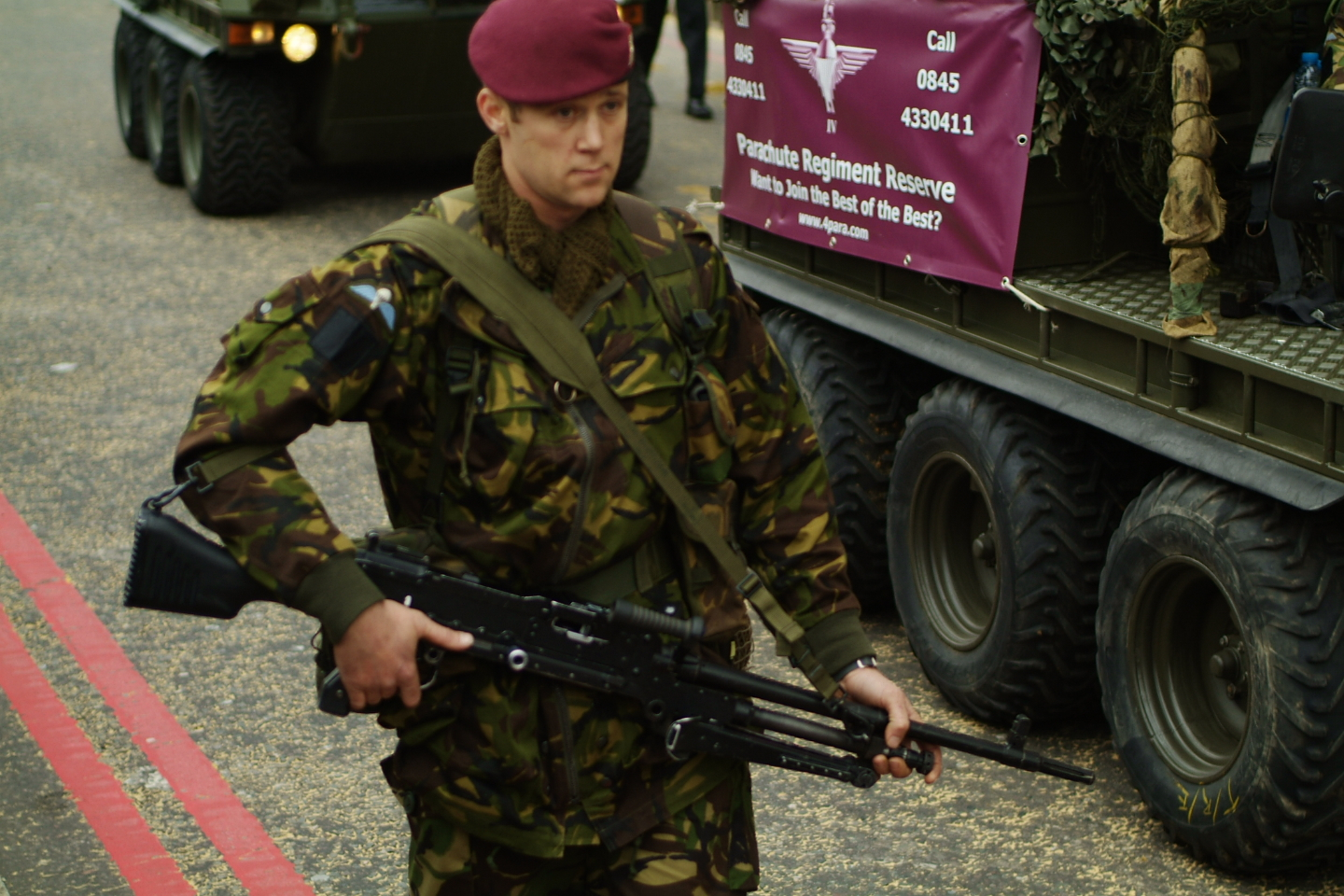
落下傘連隊のトレードマークである赤いベレー帽を被り、ロンドン市長就任パレードで行進する空挺兵士（2006年）

イギリス陸軍落下傘連隊（イギリスりくぐんらっかさんれんたい、英語: Parachute Regiment）は、イギリス陸軍第16空中強襲旅団戦闘団隷下の空挺部隊。パラシュート連隊と表記することもある。
イギリス軍の精鋭とされる空挺連隊であり、特殊作戦の補助を行う1個大隊と、通常の空挺部隊である2個大隊、予備役1個大隊によって構成されている。第二次世界大戦、北アイルランド問題、シエラレオネ内戦、イラク戦争とイギリスが関与した戦争の多くに参加した。

## 歴史

### 第二次世界大戦
創設

ノリッジにて訓練を行う落下傘連隊の兵士(1941年)

1940年頃にドイツ国防軍降下猟兵の成功を受け、ウィンストン・チャーチル首相の命令によって5,000人の空挺兵が編成された。そうして創設された第2コマンドー部隊は、イタリアのコロッサス作戦に参加した後、第11特殊空挺大隊（11th SAS Battalion）と改称され、最終的に第1空挺大隊に再編された。第1空挺大隊は第1空挺旅団の隷下に置かれ、同旅団には第2空挺大隊、第3空挺大隊が所属していた。
1942年には第2空挺旅団が設立され、義勇兵による第4空挺大隊のほか、第6クィーンズオウン・キャメロン・ハイランダーズ出身の第5空挺大隊、第10ウェールズ・フュージリア連隊出身の第6空挺大隊が所属した。これらの拡大により、イギリス軍には最終的に17大隊編成の空挺部隊が存在するようになった。
また、イギリス領インド帝国には、第50インド人落下傘旅団が設立された。同旅団は第151空挺大隊（イギリス兵）、第152空挺大隊（インド兵）、第153空挺大隊（グルカ兵）により構成されていた
。
参戦
1942年2月のビッティング作戦で落下傘連隊として初めて実戦に参加。同年11月にはモロッコ、アルジェリアに派遣。1943年にはチュニジア戦線やイタリアでのスラップスティック作戦、1944年ではフランスでのトンガ作戦に参加するなど、数々の重要な作戦で戦った。
また、この頃から暗い赤色のベレー帽を着用しており、「赤い悪魔（the Red Devils）」というニックネームが付けられた。

### 冷戦時
植民地紛争

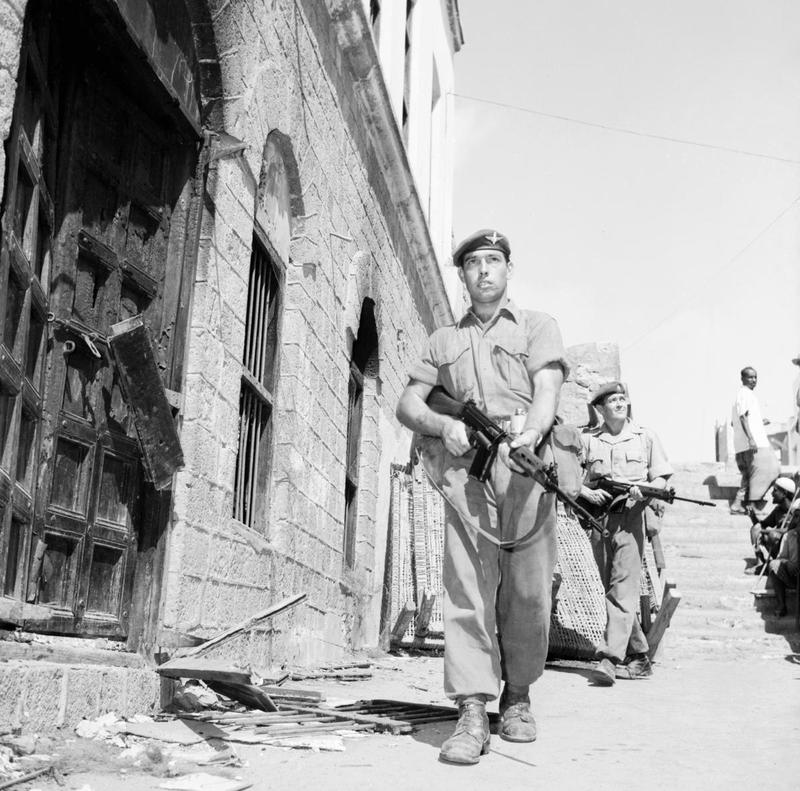
アデンでの任務に参加する落下傘連隊(1956年)

大戦終結後の1945年、落下傘連隊は第16落下傘旅団に編入される。その後は植民地解放紛争に次々と直面し、パレスチナではユダヤ人の極右レジスタンス「レヒ」と交戦し、1951年には第二次中東戦争に投入された。その他、1960年代にはイエメンでのアデン危機や、マレーシア・インドネシア間紛争に投入された。
北アイルランド問題
1970年代、落下傘連隊は北アイルランドにてIRA暫定派とのゲリラ戦に直面した。1972年、第1大隊はロンドンデリーで発生したデモを鎮圧する任務に従じたが、その際発生した混乱から大隊は群衆を銃撃し、アイルランド系住民14人を射殺してしまう結果となった（血の日曜日事件）。
さらに1972年の2月、血の日曜日事件の報復としてアルダーショットに存在した落下傘連隊の拠点がIRA暫定派に爆破され、拠点にいた一般人7人が死亡。また1979年にはワーレンポイントにて、第2大隊が他のイギリス兵らと共にIRA暫定派に奇襲され、隊員6人が死亡した。
フォークランド紛争
1982年にはフォークランド紛争に投入。グース・グリーンやワイヤレス・リッジでの戦いに参加した。特にグース・グリーンではアルゼンチン軍との激しい攻防の果てに第2大隊のハーバート・ジョーンズ中佐ら18人が戦死した（ジョーンズ中佐は死後、ヴィクトリア十字章を受勲）。

### 冷戦終結後
コソボ紛争

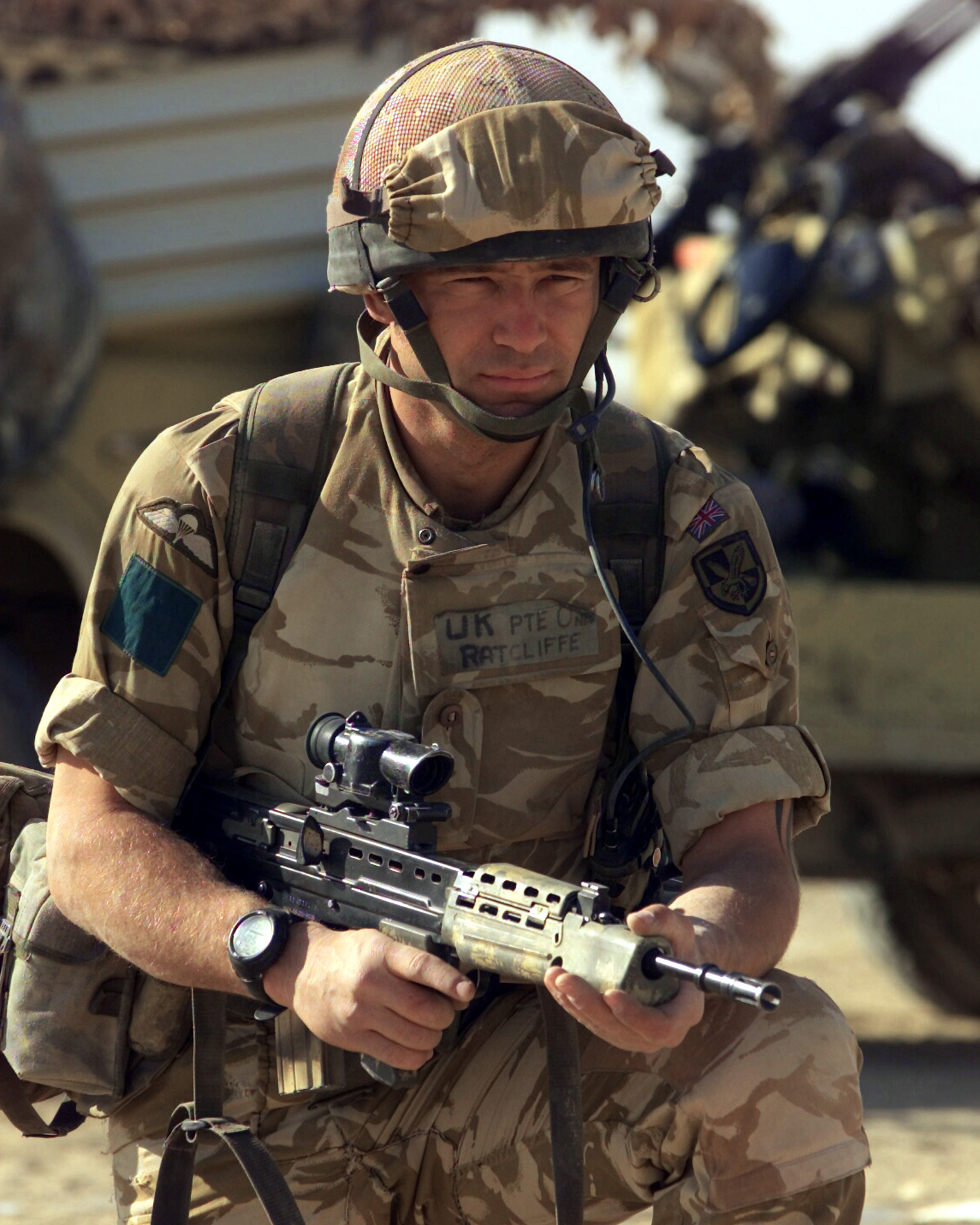
イラクで活動している落下傘連隊第3大隊の兵士

1999年にはコソボ紛争にて他のNATO諸国の部隊と共にコソボ軍の支援を行った。落下傘連隊はマケドニアに拠点を置き、プリシュティナにて紛争状態の鎮圧に当たった。
シエラレオネ内戦
2000年、シエラレオネにおけるイギリス軍の軍事介入に参加。ルンギ国際空港を拠点にし、同年6月には落下傘連隊のパスファインダー小隊がRUFと交戦し、これを退けた。さらに同年10月、あるゲリラのグループがイギリス軍パトロール部隊の兵士を拉致して人質に取ったことから、第1大隊が陸軍特殊部隊SASと共に投入され、人質救出を成功に導いた（シエラレオネ人質救出作戦）。
イラク・アフガニスタン戦争
2003年にはイラク戦争に送られ、6月24日にAl-Majarで発生した戦闘に従事したゴードン・ロバートソン軍曹が、コンスピキュアス・ギャラントリー・クロスを受勲した。
2006年にはアフガニスタン紛争でも戦い、8月の戦闘で死亡したブライアン・バッド伍長がヴィクトリア十字章を受勲 。同じ戦闘で死亡したマーク・ライト伍長がジョージ・クロスを受勲した。

## 編制
- 落下傘連隊第1大隊 (在セント・アサン基地)

特殊部隊の支援を任務とする。現在は特殊部隊支援群の一部となっている。
- 落下傘連隊第2大隊 (在コルチェスター基地)

空挺歩兵大隊。
- 落下傘連隊第3大隊 (在コルチェスター基地)

空挺歩兵大隊。
- 落下傘連隊第4大隊 (在プジー基地)

予備役空挺大隊。
パスファインダー小隊(Pathfinder Platoon)
落下傘連隊の兵士より選抜され、連隊の一部として見ることもできるが、正確には第16空中強襲旅団戦闘団隷下の独立部隊という扱いであり、落下傘部隊の着陸地帯の確保及び周辺地帯の偵察を任務とする。小隊は特殊部隊と同様の専門性と隠密性を持ち、隊員は過酷な環境における生存術、パトロール、爆破の訓練を受けている。